# Kosmonavt Yuriy Gagarin
Die Kosmonavt Yuriy Gagarin (russisch Космонавт Юрий Гагарин; deutsch Kosmonaut Juri Gagarin) war ein sowjetisches Schiff zur Satellitenortung und -steuerung, das nach dem sowjetischen Kosmonauten Juri Alexejewitsch Gagarin benannt war.
Das Schiff wurde 1970 gebaut. Zur Besatzung gehörten 360 Mann. Betreiber war das sowjetische Verteidigungsministerium, bis die Sowjetunion zerfiel. Das Schiff wurde danach in Odessa als Teil der Schwarzmeerflotte aufgelegt und schließlich 1996 verschrottet.
Das Schiff war das Flaggschiff und das größte Schiff aus der Flotte von vierzehn Kommunikationsschiffen, wie die Kosmonavt Viktor Patsaev, die Kosmonavt Vladimir Komarov und die Akademik Sergey Korolyov und diente der Kommunikation mit bemannten und unbemannten Raumflugkörpern, wenn diese nicht über dem Gebiet der UdSSR waren. Außerdem führte es Untersuchungen der Atmosphäre und des Weltraums durch.
1975 wirkte das Schiff im Rahmen des sowjetisch-amerikanischen Apollo-Sojus-Test-Projekts mit.